# 2-Butyloctanol
2-Butyloctanol ist ein vollsynthetischer, verzweigter primärer Alkohol. Er hat als Lösungsmittel nur geringe Bedeutung. Der größte Teil wird chemisch weiterverarbeitet. Das technische Produkt ist ein 1:1-Gemisch (Racemat)  von zwei isomeren Formen:
- (R)-2-Butyloctanol[S 1] und
- (S)-2-Butyloctanol.[S 2]

## Vorkommen

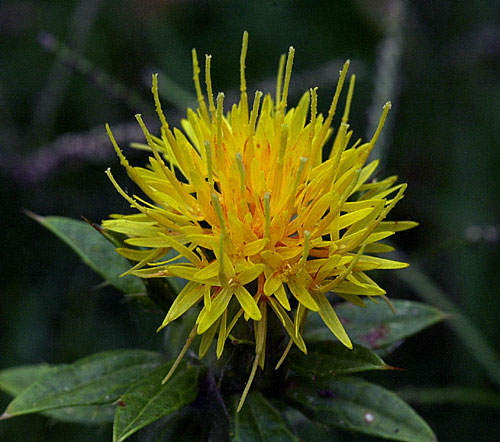
Färberdistel (Carthamus tinctorius), Blütenstand

2-Butyloctanol kommt natürlich in Safloröl aus der Färberdistel, Tabakrauch, Changium smyrnioides, Echtem Hopfen, Lonicera japonica und Portulaca oleracea vor.

## Gewinnung und Darstellung
2-Butyloctanol kann durch Kondensation aus 1-Hexanol und einem Katalysator gewonnen werden.

## Eigenschaften
2-Butyloctanol ist eine brennbare, schwer entzündbare, farblose Flüssigkeit, die praktisch unlöslich in Wasser ist.

## Verwendung
2-Butyloctanol wird als Zwischenprodukt zur Herstellung anderer chemischer Verbindungen, wie zum Beispiel 2-Butyl-1-octyl-methacrylat (BOMA) und 3,5,5-Trimethyl-1-hexylmethacrylat (TMHMA), und als Lösungsmittel verwendet.

## Externe Links zu erwähnten Verbindungen
1. ↑  Externe Identifikatoren von bzw. Datenbank-Links zu (R)-2-Butyloctanol:  CAS-Nr.: nicht vergeben, PubChem: 76960266, ChemSpider: 34992461, Wikidata: Q131917191.
2. ↑  Externe Identifikatoren von bzw. Datenbank-Links zu (S)-2-Butyloctanol:  CAS-Nr.: 2563424-84-8, PubChem: 76960265, ChemSpider: 34992460, Wikidata: Q131697436.
3. ↑  Externe Identifikatoren von bzw. Datenbank-Links zu 2-Butyl-1-octyl-methacrylat:  CAS-Nr.: 10097-26-4, EG-Nr.: 233-231-2, ECHA-InfoCard: 100.030.197, PubChem: 24916, ChemSpider: 23295, Wikidata: Q27275333.
4. ↑  Externe Identifikatoren von bzw. Datenbank-Links zu 3,5,5-Trimethyl-1-hexylmethacrylat:  CAS-Nr.: 13453-03-7, EG-Nr.: 236-621-0, ECHA-InfoCard: 100.033.278, PubChem: 114526, ChemSpider: 102579, Wikidata: Q82863249.